# Mitt lille land
Mitt lille land är en singel från 1994 av den norska artisten Ole Paus. Sången ingår i albumet Mitt lille land (1994) och är en lyrisk miljöskildring av Norge som ursprungligen skrevs som ett inlägg i debatten om landets medlemskap i Europeiska unionen. Därefter användes den i material av norska TV 2:s nyhetsprogram TV 2 Nyhetene. Efter terrorattentaten i Norge 2011 fick sången förnyad aktualitet och popularitet, och framfördes vid minnesceremonier av bland andra Ole Paus, Maria Mena, Susanne Sundfør och Maria Solheim.